# Christine Lindenthaler
Christine Lindenthaler (19. dubna 1877 Salcburk – listopad 1949) byla rakouská pedagožka a spisovatelka.

## Životopis
Christine Lindenthaler byla profesorka na německém reálném gymnáziu v Jihlavě (Deutschen Staats-Reform-Realgymnasiums in Iglau). Tato spisovatelka a aktivistka za práva žen ze Salcburku psala pro časopis „Mährischen Grenzboten“ a publikovala příběhy pro mládež a děti z prostředí Jihlavy, kde bydlela na adrese Sperátova 12.

## Dílo

### Próza
- Geschichte von Hans Burkhard und der kleinen Lotte – Wien: Wiener literarische Anstalt, 1921
- Die ferne Höhe. Eine Sommergeschichte. Ill. Franz Kulstrunk – Reichenberg: Gebr. Stiepel, 1923
- Die Kinder vom Regenbogenhaus. Eine Erzählung. Ill. Maria Grengg – Wien: Österreichischer Bundesverlag, 1924

### Články
- Die Puppenfee. In: Heimatfreude. Blätter für die Schuljugend der Iglauer Sprachinsel 1919, S.1–8
- Die Geschichte von Hans Burkhard und der kleine Lotte. In: Mährischer Grenzbote 11. 9. 1921, S. 1